# Sindrome di Muir-Torre
La sindrome di Muir-Torre è una rara sindrome da cancro ereditaria, autosomica dominante. Si pensa sia un sottotipo di cancro colorettale ereditario non poliposico (HNPCC). Gli individui colpiti sono inclini a sviluppare tumori del colon, del tratto genito-urinario e lesioni cutanee, come cheratoacantomi e tumori sebacei. I geni interessati sono MLH1, MSH2 e, più recentemente, MSH6 coinvolti nella riparazione del disadattamento del DNA. 

## Sintomi
La sindrome di Muir-Torre è caratterizzata da:
1. Almeno un singolo tumore della ghiandola sebacea (un adenoma, un epitelioma o un carcinoma);
2. Almeno una neoplasia interna

I criteri di Amsterdam sono spesso usati per diagnosticare la sindrome di Lynch e la sindrome di Muir-Torre. Includono: 
- 3 o più parenti con un cancro associato a HNPCC (cioè colorettale, cancro dell'endometrio, intestino tenue, uretere o pelvi renale);
- 2 o più generazioni successive affette da cancro;
- 1 o più persone con cancro sono parenti di primo grado delle altre 2; 
  - almeno 1 caso di cancro del colon-retto di età inferiore ai 50 anni;
  - è stata esclusa una diagnosi di poliposi adenomatosa familiare;
  - i tumori sono verificati mediante esame istologico.

La sindrome di Muir-Torre è una condizione genetica. Le mutazioni in MLH1 e MSH2 sono collegate alla malattia. Questi geni codificano per geni di riparazione del disadattamento del DNA e le mutazioni aumentano il rischio di sviluppare il cancro. 
Molti pazienti che hanno neoplasie sebacee con mutazioni in MSH2 e MLH1 non hanno infatti la sindrome di Muir-Torre. Il punteggio di rischio Mayo Muir–Torre è stato ideato per migliorare il valore predittivo positivo dell'immunoistochimica e ridurre il tasso di falsi positivi. Il punteggio Mayo Muir – Torre Risk assegna punti in base a diverse caratteristiche.
- Un punteggio di 2 o superiore indica un'alta probabilità di essere portatori della sindrome di Muir-Torre.
- Un punteggio di 1 o inferiore indica una probabilità inferiore che sia la sindrome di Muir-Torre.

Età di insorgenza della prima neoplasia sebacea:
- <60 anni = 1 punto, altrimenti 0 punti
- Numero totale di neoplasie sebacee:
  - 1 = 0 punti
  - > 2 = 2 punti.

- Storia personale di tumori correlati a Lynch: No = 0 punti, Sì = 1 punto
- Anamnesi familiare di tumori correlati a Lynch: No = 0 punti, Sì = 1 punto

Le neoplasie interne più comuni associate alla sindrome di Muir-Torre sono: colon-retto (56%), urogenitale (22%), intestino tenue (4%) e seno (4%). È stata inoltre segnalata una varietà di altre neoplasie interne.

## Cause

### Sovrapposizione genetica con la sindrome di Turcot
Alcuni studi sono stati condotti su pazienti con sindrome di Muir-Torre e sindrome di Turcot. Si pensa che le due possano avere una qualche sovrapposizione genetica. Entrambi sono state associate a difetti nei geni MLH1 e MSH2.
In uno studio, ad un paziente con geni di riparazione difettosi MSH2 e MSH6 sono state diagnosticate entrambe le sindromi. Questo è il primo caso in cui a un paziente con alterazioni genotipiche coerenti con HNPCC è stata diagnosticata correttamente una sovrapposizione di entrambe le sindromi. Insieme alle neoplasie della ghiandola sebacea, questo paziente ha sviluppato neoplasie cerebrali, caratteristiche della sindrome di Turcot.

## Diagnosi
Oggi l'immunoistochimica viene utilizzata più spesso per diagnosticare i pazienti che potrebbero avere la sindrome di Muir-Torre. Le neoplasie sebacee si incontrano solo raramente e l'immunoistochimica è affidabile e prontamente disponibile, quindi i ricercatori ne hanno raccomandato l'uso. Il rilevamento immunoistochimico di routine delle proteine di riparazione del disadattamento del DNA aiuta a identificare il deficit ereditario di riparazione del disadattamento del DNA.

## Trattamento
Il trattamento della sindrome di Muir-Torre consiste normalmente nell'isotretinoina orale. È stato scoperto che il farmaco previene lo sviluppo del tumore.
I pazienti con sindrome di Muir-Torre dovrebbero seguire lo stesso rigoroso screening per il carcinoma del colon-retto e altri tumori maligni dei pazienti con sindrome di Lynch. Ciò include colonscopie frequenti e precoci, mammografie, valutazione dermatologica e imaging dell'addome e del bacino.

## Incidenza
La sindrome è stata osservata in 14 su 50 famiglie (28%) e in 14 su 152 individui (9,2%) con sindrome di Lynch, nota anche come HNPCC.
Le 2 principali proteine MMR coinvolte sono hMLH1 e hMSH2. Circa il 70% dei tumori associati all'MTS presenta instabilità dei microsatelliti. Mentre l'interruzione della linea germinale di hMLH1 e hMSH2 è distribuita uniformemente nell'HNPCC, l'interruzione dell'hMSH2 si osserva in più del 90% dei pazienti con MTS.
I tumori gastrointestinali e genito-urinari sono le neoplasie interne più comuni. Il cancro del colon-retto è la neoplasia viscerale più comune nei pazienti con sindrome di Muir-Torre.

## Eponimo
Prende il nome da E.G. Muir e D. Torre.
Muir, medico britannico,  ha segnalato un paziente con molti cheratoacantomi che continuava a sviluppare diversi tumori maligni interni in giovane età.
Torre ha presentato le sue scoperte a un convegno della New York Dermatologic Society.
Solo negli anni '80 verrà identificata la sindrome quando il professore di Creighton, Henry Lynch notò un raggruppamento di pazienti con sindrome di Muir-Torre nelle famiglie con sindrome di Lynch.